# Monte Cosigüina
IL Monte Cosigüina (anche Cosegüina) è uno stratovulcano situato nella parte occidentale del Nicaragua. Forma una grande penisola che si estende all'interno del Golfo di Fonseca. Il vertice è troncato da una grande caldera, 2 x 2,4 km di diametro e 500 m di profondità, in possesso di un sostanziale lago vulcanico (Laguna Cosigüina). Questo cono è cresciuto all'interno di una caldera precedente, formando un vulcano somma.

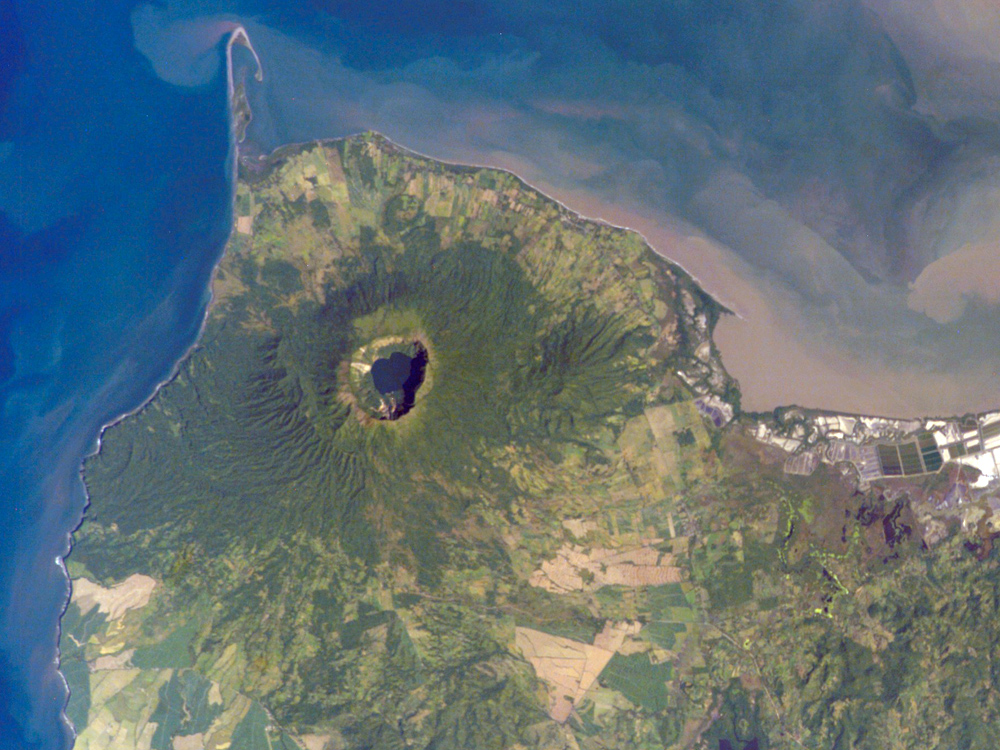
Il Cosigüina visto dallo spazio

Il vulcano eruttò per l'ultima volta nel 1859, ma la sua eruzione più famosa risale al 1835, quando ha prodotto la più grande eruzione mai avuta in Nicaragua. Le ceneri dell'eruzione del 1835 sono state ritrovate anche in Messico, Costa Rica e in Giamaica.
Il vulcano, dopo l'eruzione del 1859, non ha più eruttato. Uno sciame di terremoti è stato misurato in prossimità del vulcano nel 2002, indicando che le forze tettoniche sono ancora attive nella regione. Nella Laguna Cosigüina è stata osservata una sempre più frequente emissione di bolle di gas e l'aumento delle temperature medie primaverili lungo i fianchi del vulcano. Ma la copertura vegetale che c'è sul monte esclude l'ipotesi di un'eruzione incombente.